# Калансуа
Калансуа (араб. قلنسوة; івр. קלנסווה) — місто (з 2000 року) у Центральному окрузі Ізраїлю.

## Історія
Село Калансуа вже існувала до моменту появи на Святій Землі хрестоносців, входячи в ланцюг населених пунктів вздовж тракту Каїр-Дамаск. У хроніках зафіксована передача замку Калансуа ордену госпітальєрів у 1128 році лицарем Годфруа де Флюжаком. Мабуть, госпітальєри зберігали контроль над замком більшу частину періоду (за винятком 1187—1191 років) до 1265 року, коли він був зайнятий мамлюкським султаном Бейбарсом. Руїни фортеці хрестоносців збереглися до теперішнього часу
У 1870-х роках населення села складало близько 500 осіб. У 1882 році Калансуа, забудована переважно саманними хатами, що оточуввали руїни фортеці, служила резиденцією каймакаму
До 1945 році населення Калансуа перевищило 1500 осіб. На прилеглих землях вирощувалися, головним чином, злакові культури, а також цитрусові, банани та інші фруктові культури. Після арабо-ізраїльської війни 1948—1949 років Калансуа за умовами угоди про припинення вогню між Ізраїлем та Йорданією опинилася на ізраїльській території. З 2000 року Калансуа має статус міста.

## Населення і адміністрація
За даними Центрального статистичного бюро Ізраїлю, населення міста станом на 2016 рік становило 21 451 житель.
Населення практично повністю арабське й мусульманське. Населення зростає з темпом — 2,6 % в рік. Близько 45 % населення складають діти та підлітки у віці до 17 років, жителі у віці 65 років і старше складають лише 3,3 %.
У місті десять шкіл, у загальній складності 185 класів; в середньому в класі 30 учнів. 42,6 % учнів, які закінчують випускний клас у 2012 році, виконали програму освіти в обсязі, достатньому для отримання атестата зрілості, 27,4 % — в обсязі, достатньому для вступу до університету.
До міської ради обираються 12 депутатів. Мер обирається прямим голосуванням з 1978 року. У 2011 році за звинуваченням у корупції і злочинній змові був заарештований чинний мер Калансуа Махмуд Хаджіджа. Слідство у справі Хаджіджі закінчилося обвинувальним вироком йому і його раднику Юсуфу Мері.

## Економіка
Близько 6000 жителів міста — наймані працівники, з них 46,5 % заробляють менше мінімальної зарплати. 617 жителів міста — приватні підприємці. За даними на 2011 рік, середня зарплата в місті — 5385 шекелів (6264 в середньому у чоловіків і 3797 у жінок), середній місячний дохід приватного підприємця становить 5500 шекелів.
Доходи міського бюджету в 2011 році склали 63 486 шекелів, витрати — 64 111 шекелів. Сумарний борг міської ради становить 28,5 тисяч шекелів.